# Загородная улица (Зеленогорск)
За́городная у́лица — улица в городе Зеленогорске Курортного района Санкт-Петербурга. Проходит от Вокзальной улицы (фактически от Кривоносовской улицы) до улицы Героев.
Название появилось в послевоенный период. Оно связано с расположением улицы на окраине Зеленогорска. Рядом есть также 1-й Загородный и 2-й Загородный переулки.

## Перекрёстки
- Кривоносовская улица
- 2-й Межевой переулок / 2-й Загородный переулок
- Улица Героев